# Перекоп (Слободський район)
Переко́п (рос. Перекоп) — присілок у складі Слободського району Кіровської області, Росія. Входить до складу Озерницького сільського поселення.
Населення становить 63 особи (2010, 62 у 2002).
Національний склад станом на 2002 рік — росіяни 98 %.